# واشيتسو
```
الواشيتسو
 
(
和室
،
 
washitsu
؟
)

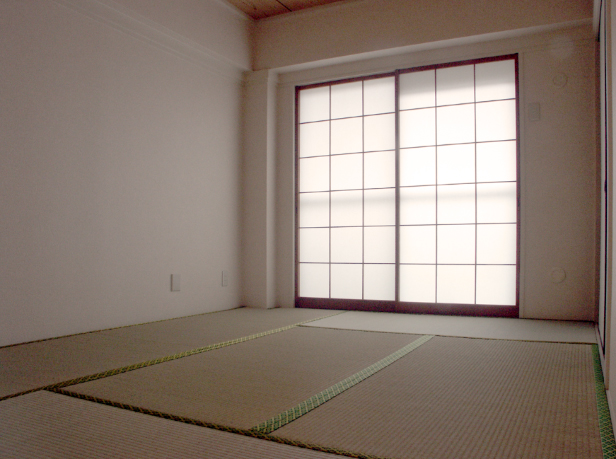
الواشيتسو لها أرضية تاتامي وشوجي (بوابات).

، تعني «غرفة (غرف) على الطراز 
الياباني
»)، وغالبًا ما تسمى «غرفة 
التاتامي
» باللغة الإنجليزية، وهي غرفة يابانية تتميز بأرضيات من 
حصير التاتامي
 التقليدية.
[
1
]
والواشيتسو
 عادة ما يكون لها أبواب منزلقة (
فوسوما
)، بدلاً من الأبواب المعلقة بين الغرف. وقد يكون لديها بوابات
شوجي
، وإذا كان المقصود من الغرفة المعينة أن تكون بمثابة غرفة استقبال الضيوف، فقد يكون بها 
توكونوما
 (كوة، خزانة) في الجدار للعناصر الزخرفية لترفيه الضيوف). 
```

في الماضي، كانت جميع الغرف اليابانية تقريبًا عبارة عن واشيتسو، وكان الناس اليابانيون ينامون على أسرة الفوتون ممددة على حصيرالتاتامي ويجلسون مباشرةً عليه أو على الزابوتون. في الوقت الحاضر، تحتوي العديد من المنازل اليابانية على غرفةواشيتسو واحدة فقط، والتي تستخدم أحيانًا للترفيه عن الضيوف، أما معظم الغرف فهي مصممة على الطراز الغربي. 

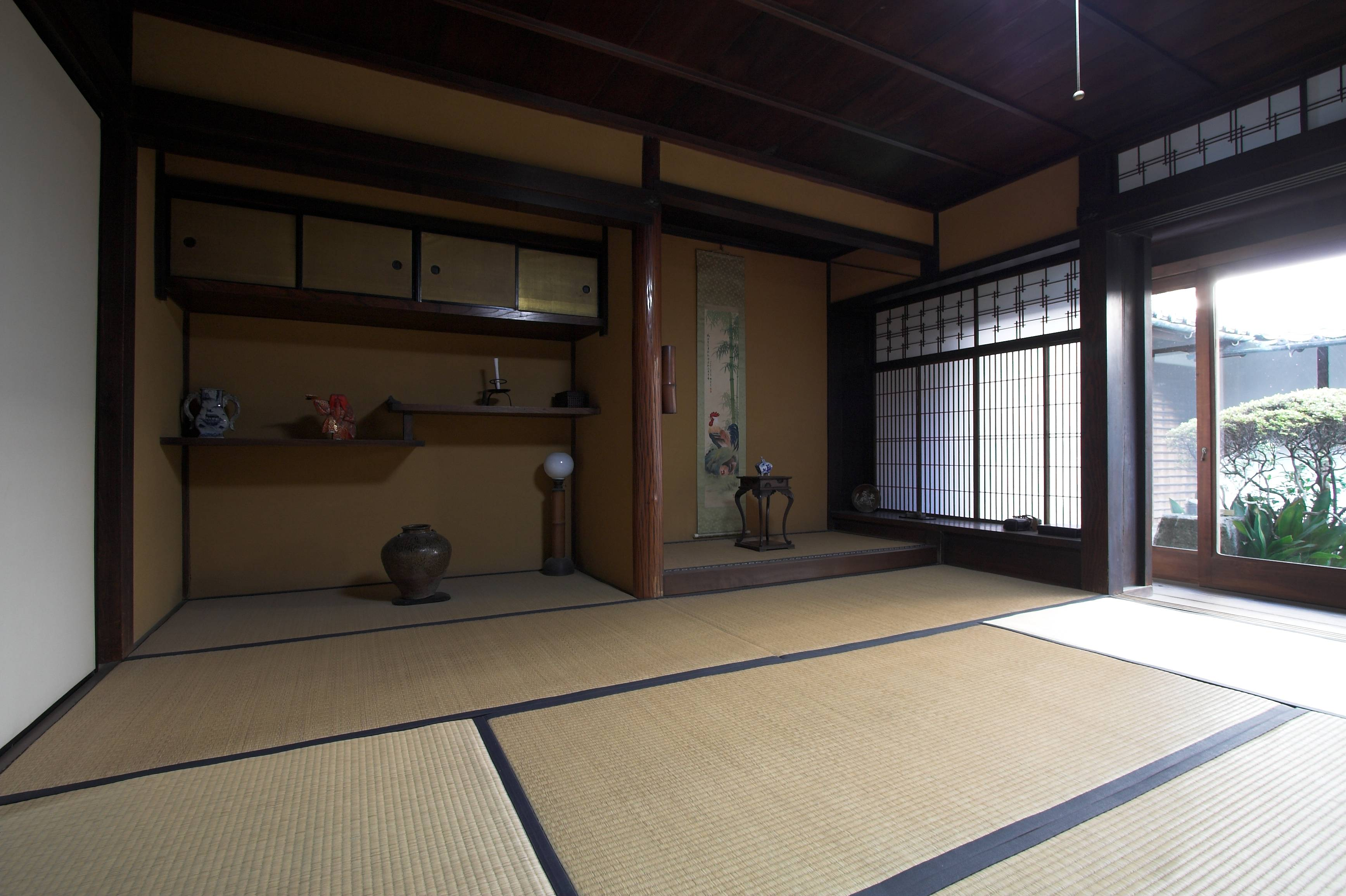
واشيتسو تقليدي

لا تحتوي العديد من الشقق اليابانية الجديدة على الواشيتسو مطلقا، بل تستخدم بدلاً من ذلك أرضيات مشمعة أو أرضيات خشبية صلبة.
يتم قياس حجم الواشيتسو بعدد حصير التاتامي في الغرفة، باستخدام كلمة العد جو (畳 jō)، التي تتراوح مساحتها بين 1.5 م2 و 1.8 م2. أما أحجام الغرف النموذجية فيكون فيها ستة أو ثمانية من حصير التاتامي في منزل خاص.
قد يشتمل الأثاث الموجود في غرفةالواشيتسو على طاولة منخفضة يمكن للعائلة تناول العشاء عليها أو للترفيه عن الضيوف، بينما يُجلَس علىالزابوتون وهو كرسي منخفض مخصص للاستخدام على حصير التاتامي. أماالكوتاتسو، وهو نوع معين من الطاولات المنخفضة تحتوي على عنصر تدفئة يستخدم في فصل الشتاء؛ وهذا مهم بشكل خاص لأن معظم المنازل اليابانية ليس لديها تدفئة مركزية.
والمتضاد هو يوشيتسو (洋室 yōshitsu) ، ومعناها «غرفة (غرف) على الطراز الغربي». وهناك مصطلح آخر للواشيتسو هو نيهونما (日本間 nihonma)، والمصطلح المقابللليوشيتسو هو يوما (洋間 yōma).